# Buchón rafeño
El buchón rafeño es una raza de palomo española, originaria de la provincia de Sevilla, en Andalucía. Su nombre se debe al rafe que divide su buche. Al parecer los musulmanes introdujeron en la península ibérica un palomo de cara corta y pliegue (rafe) en el buche. Para la creación del buchón rafeño se usaron ejemplares de la antigua paloma buchona andaluza, de buchón gorguero y buchón colitejo. Los colombófilos lo consideran un animal de compañía, de exposición y para concursos de vuelo.